# 1987 FNS歌謡祭
『1987 FNS歌謡祭』（1987 エフエヌエスかようさい）は、1987年（昭和62年）12月15日に日本武道館で行われ、フジテレビ系列で生放送された通算16回目の『FNS歌謡祭』。正式タイトルは『決定!FNS歌謡祭'87グランプリ』。

## 概要
グランプリは近藤真彦。第6回メガロポリス歌謡祭ポップス大賞、第13回日本テレビ音楽祭、'87全日本歌謡音楽祭ゴールデングランプリ、第18回日本歌謡大賞に続き最高賞を受賞。3連覇を狙っていた中森明菜は最優秀歌唱賞を受賞。表彰プレゼンターは最優秀新人賞が喜多嶋舞・伊武雅刀（翌年1月から放送のドラマ『ときめきざかり』出演）、最優秀歌唱賞が愛川欽也（なるほど!ザ・ワールド司会）、グランプリが八千草薫（'88新春ドラマスペシャル「なつかしい春が来た」出演）が務めた。
1977年から1986年までプロデューサーを担当してきた疋田拓が1987年7月で人事異動にしたことに伴い、担当スタッフがこの年で刷新され、プロデューサーが渡邉光男（総合演出兼任）・森正行、ディレクターが平野友孝へ交代。このため、総合司会が1977年から1986年まで10回担当した芳村真理が退き、1989年まで古舘伊知郎へ交代。1989年までの3回は露木茂・古舘の男性2人の司会体制となる。

## キャスト
- 総合司会：露木茂（当時・フジテレビアナウンサー）、古舘伊知郎

## 受賞作品・受賞者一覧

### グランプリ（大賞）
- 近藤真彦「愚か者」

### 最優秀歌唱賞
- 中森明菜「難破船」

### 最優秀新人賞
- BaBe「I Don't Know!」

### 最優秀ヒット賞
- 荻野目洋子「北風のキャロル」

### 最優秀視聴者賞
- 五木ひろし「追憶」

### 優秀歌謡音楽賞（グランプリ候補）
- シブがき隊「反逆のアジテイション」
- 細川たかし「夢暦」
- 荻野目洋子「北風のキャロル」
- 尾形大作「無錫旅情」
- 石川さゆり「夫婦善哉」
- 瀬川瑛子「命くれない」
- 近藤真彦「愚か者」
- 五木ひろし「追憶」
- 森進一「悲しいけれど」
- 本田美奈子

### 優秀新人賞（最優秀新人賞ノミネート）
- 酒井法子「ノ・レ・な・いTeen-age」
- 畠田理恵「人見知り」
- 立花理佐「キミはどんとくらい」
- 仁藤優子「秋からのSummer Time」
- 坂本冬美「あばれ太鼓」
- Babe「I Don't Know!」

### 特別賞
- 光GENJI「STAR LIGHT」
- 石川さゆり「津軽海峡・冬景色」
- a-ha「リビング・デイライツ」

### 最優秀作詞・作曲・編曲賞
- 売野雅勇
- 後藤次利
- 中村哲

## スタッフ
- 監修：塚田茂
- 構成：木崎徹
- 取材：スタッフ東京
- 音楽：広瀬健次郎
- 指揮：新井英治
- 演奏：THE HIT SOUND SPECIAL
- コーラス：ピュア、東京混声合唱団
- 美術プロデューサー：石鍋伸一朗
- デザイン：根本研二、馬塲文衛
- 美術進行：金子隆
- 大道具：石塚孝志、小柴季彦、斉藤二郎
- 電飾：小林義秋
- アクリル装飾：照井登
- 視覚効果：渡部宏一
- タイトル：山形憲一
- 技術：笹川一男
- カメラ：一ノ瀬一
- 映像：那須内修
- 音声：松本勝
- PA：加藤明
- LD：谷川富也
- 照明：彩光、バリライトアジア
- 音響効果：川嶋明則（OCBプロ）
- ロンドン衛星中継：
  - ディレクター：上原徹
  - コーディネーター：KAZU UTSUNOMIYA
  - サテライト・オペレーション：豊田仁
- 赤坂プリンスホテル中継：
  - ディレクター：小池比呂志
- フジテレビ第6スタジオ：
  - 技術：山崎重信
  - ディレクター：小林延行
- コンピューター・グラフィック：坂本浩、IMAGICA、シチズン時計技術研究所
- 衣裳協力：チャコット
- スタイリスト：梅原久沙永
- AP：前川尚史
- 演出：平野友孝／渡邉光男
- プロデューサー：渡邉光男、森正行
- 制作著作：フジテレビ
- 協賛：日本音楽事業者協会、音楽出版社協会、日本レコード協会
- 企画：「FNS歌謡祭音楽大賞」大会・運営・実行委員会